# Tietier´ki (obwód smoleński)
Tietier´ki (ros. Тетерьки) – wieś (ros. деревня, trb. dieriewnia) w zachodniej Rosji, w osiedlu wiejskim Kasplanskoje rejonu smoleńskiego w obwodzie smoleńskim.

## Geografia
Miejscowość położona jest 1,5 km od drogi regionalnej 66K-11 (Niżniaja Dubrowka – Michajlenki), 8,5 km od drogi regionalnej 66N-1809 (Pyndino – Zamoszczje), 28 km od drogi regionalnej 66A-71 (Olsza – Nowyje Batieki), 22 km od drogi magistralnej M1 «Białoruś», 22,5 km od drogi federalnej R120 (Orzeł – Briańsk – Smoleńsk – Witebsk), 6 km od centrum administracyjnego osiedla wiejskiego (Kaspla-1), 42 km od Smoleńska, 20,5 km od najbliższego przystanku kolejowego (Lelekwinskaja).

## Demografia
W 2010 r. miejscowość zamieszkiwało 5 osób.

## Historia
W czasie II wojny światowej od lipca 1941 roku dieriewnia była okupowana przez hitlerowców. Wyzwolenie nastąpiło we wrześniu 1943 roku.